# Grandidierella bonnieroides
Grandidierella bonnieroides är en kräftdjursart som beskrevs av Knud Hensch Stephensen 1948. Grandidierella bonnieroides ingår i släktet Grandidierella och familjen Aoridae. Inga underarter finns listade i Catalogue of Life.